# Zoerab Ionanidze
Zoerab Ionanidze (Georgisch: ზურაბ იონანიძე) (Koetaisi, 2 december 1971) is een voormalig voetballer uit Georgië, die zijn actieve carrière in 2010 beëindigde. Hij speelde als aanvaller in onder meer Oekraïne, Rusland en zijn vaderland Georgië.

## Interlandcarrière
Ionanidze speelde in de periode 1996-2006 vier officiële interlands (één doelpunt) voor het Georgisch voetbalelftal. Hij maakte zijn debuut voor de nationale ploeg op 24 april 1996 in de vriendschappelijke interland tegen Roemenië, die met 5-0 werd verloren. Hij trad in die wedstrijd na 66 minuten aan als vervanger van Kachaber Gogitsjaisjvili.

## Erelijst
Torpedo Koetaisi
- Georgisch landskampioen

2000, 2001, 2002
- Georgisch bekerwinnaar

1999, 2001
 FC Zestafoni
- Georgisch bekerwinnaar

2008